# Srbska hokejska reprezentanca
Srbska hokejska reprezentanca je sodelovala na treh Svetovnih hokejskih prvenstvih, od tega vsakokrat v tretjerazredni Diviziji II, in na enih kvalifikacijah za nastop na Zimskih olimpijskih igrah, leta 2010. 
Reprezentanca je naslednica Jugoslovanske hokejske reprezentance in Srbsko-črnogorske hokejske reprezentance, ki je razpadla zaradi preimenovanja države leta 2006 v Srbijo. 

## Nastopi na Svetovnih prvenstvih

### Svetovno prvenstvo 2007 D2
Uvrstitev: 4. mesto

#### Tekme
| Srbija | 6 - 4 | Turčija   |
| Srbija | 0 - 2 | Hrvaška   |
| Srbija | 1 - 2 | Belgija   |
| Srbija | 7 - 1 | Bolgarija |
| Srbija | 4 - 7 | Španija   |

### Svetovno prvenstvo 2008 D2
Uvrstitev: 3. mesto

#### Tekme
| Srbija | 13 - 1     | Irska     |
| Srbija | 0 - 10     | Romunija  |
| Srbija | 4 - 1      | Izrael    |
| Srbija | 4 - 5 (PS) | Belgija   |
| Srbija | 11 - 2     | Bolgarija |

### Svetovno prvenstvo 2009 D2
Uvrstitev: 1. mesto

#### Tekme
| Srbija | 5 - 4 (PS) | Estonija       |
| Srbija | 5 - 3      | Kitajska       |
| Srbija | 12 - 1     | Izrael         |
| Srbija | 6 - 1      | Islandija      |
| Srbija | 12 - 2     | Severna Koreja |

## Nastopi na kvalifikacijah za Olimpijske igre

### Hokej na ledu na Zimskih olimpijskih igrah 2010 - moške kvalifikacije
Uvrstitev: 4. mesto,  Budimpešta, 7. - 9. november 2008, Skupina C

#### Tekme
| Srbija | 1 - 9 | Madžarska |
| Srbija | 2 - 7 | Litva     |
| Srbija | 1 - 5 | Hrvaška   |

## Selektorji
- Andrej Brodnik (2007)
- Adam Shell (2008)
- Lawrence Sacharuk (2009)
- Dave Hyrsky (2009-trenutno)

## Statistika
- Prva tekma: ?
- Najvišja zmaga: ?
- Najvišji poraz: ?
- Največ točk: ?
- Največ nastopov: ?